# Боревка
Боревка — гора в Украинских Карпатах, в массиве Горганы. Расположена на границе Ивано-Франковского и Калушского районов Ивано-Франковской области, юго-восточнее села Осмолода.
Высота 1694,7 м. Гора расположена в северо-западной части хребта Сивуля. Северо-восточные и юго-западные склоны крутые, труднопроходимые. Вершина и привершинный склон незалесненные, с каменными осыпищами, местами — криволесье из сосны горной, ниже — лесные массивы.
К северу от вершины расположен хребет Игровище с вершинами Игровец (1804,3 м) и Висока (1803,6 м), на юго-запад (за долиной реки Быстрик) — хребет Горган.
Ближайшие населённые пункты: Осмолода, Старая Гута.